# Ergolea geyri
Ergolea geyri är en fjärilsart som beskrevs av Rothschild 1916. Ergolea geyri ingår i släktet Ergolea och familjen ädelspinnare. Inga underarter finns listade i Catalogue of Life.